# Paul Magar

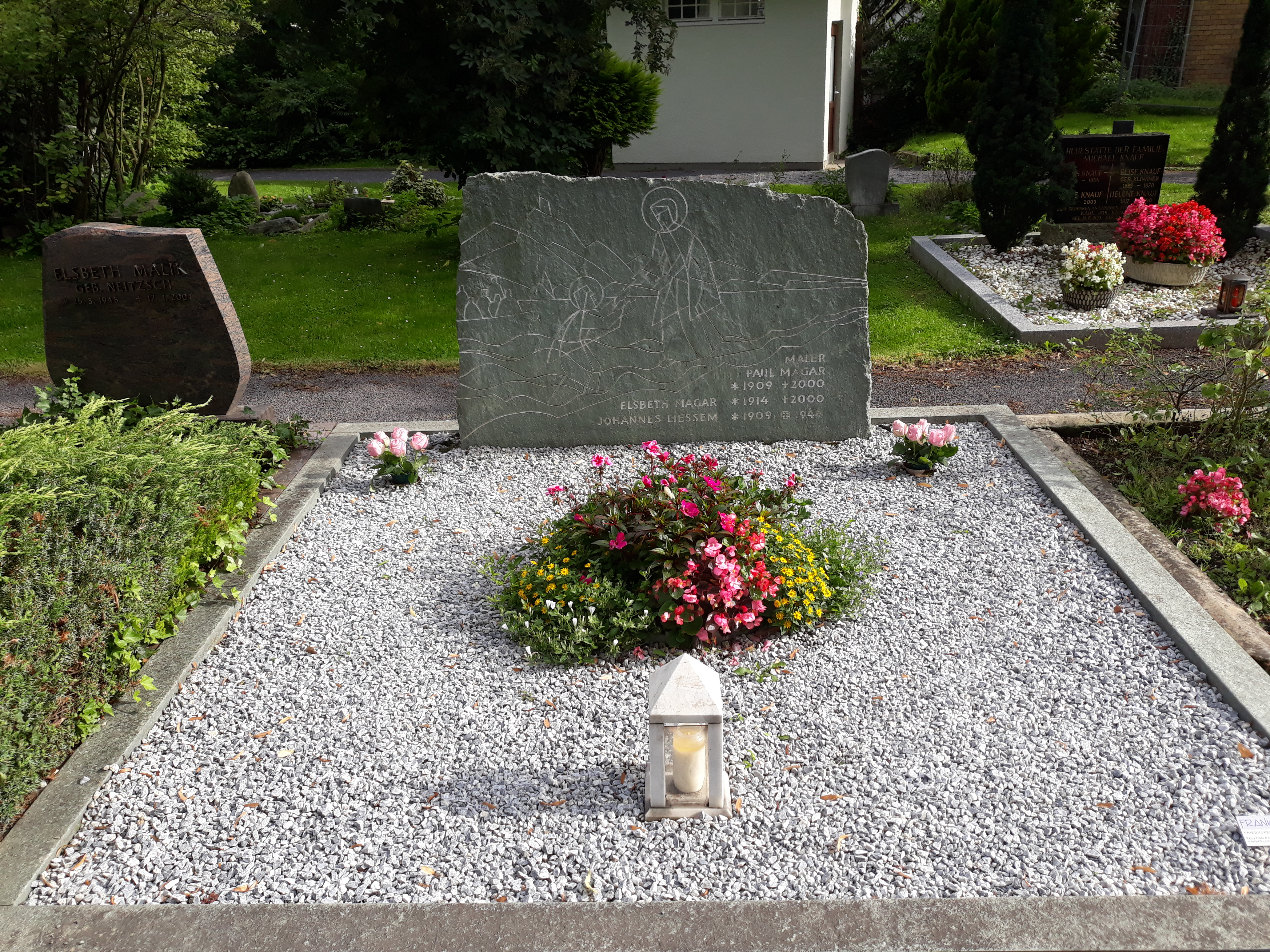
Das Grab von Paul Magar und seiner Ehefrau Elsbeth auf dem Burgfriedhof Bad Godesberg in Bonn

Paul Magar (* 14. November 1909 in Altenahr, Landkreis Ahrweiler, Rheinland-Pfalz; † 14. Februar 2000 in Bonn-Bad Godesberg) war ein deutscher Maler des 20. Jahrhunderts.

## Leben
Paul Magar legte 1931 am humanistischen Friedrich-Wilhelm Gymnasium in Trier das Abitur ab. Er besuchte die Werkschule in Trier und war Meisterschüler bei Professor Dieckmann. 1933 wechselte er in die Werkschule in Aachen als Meisterschüler bei Professor Wendling. Das Jahr 1934 verbrachte er mit Eigenstudium in Nürnberg. In den Jahren 1938 und 1939 besuchte er die Kunstakademie in Berlin bei Professor Klewer. 
In den Kriegsjahren wurde er einberufen und verrichtete als Soldat seinen Kriegsdienst an der Front – unter anderem in Karelien (Finnland). Schon während dieser Zeit malte er. Die Mehrzahl der Bilder aus dieser Zeit wurden in Berlin durch Kriegseinwirkung vernichtet. 
Im Jahr 1946 kehrte er aus sowjetischer Kriegsgefangenschaft zurück ins Rheinland. Er stand vor dem Nichts – materiell und künstlerisch. 1947 war das Jahr des Neubeginns. Paul Magar lebte und arbeitete seitdem in Bonn-Bad Godesberg.
Zahlreiche Studienreisen und Auslandsaufenthalte in Europa, Nordafrika, Mittel- und Nordamerika und Asien begleiteten seine künstlerische Tätigkeit.
In der Auseinandersetzung mit dem Kubismus und dem Orphismus entwickelte Paul Magar seinen ganz eigenen unverkennbaren und zeitlosen Malstil. 
Magars Weltsicht – stets positiv, sowie seine Suche nach Schönheit und Harmonie, spiegeln sich in all seinen Bildern wider. Das unverwechselbare Œuvre leuchtet durchweg farbintensiv und strahlt durch die fast streng geplante Komposition Ruhe aus. „Ich male Harmonie“, sagte er selbst. Die Motive seines umfangreichen Werkes fand der Künstler im Leben – Natur, urbane Motive, das Leben der Menschen. 
Strenge Formen – Kreise, Kegel, Quader, Rhomben und Dreiecke – reihen sich aneinander und verflechten sich. Alles scheint streng systematisch geordnet. Es scheint eine nahezu mathematische Präzision zu geben. Transparenz ist ein zentraler künstlerischer Aspekt: Paul Magar lässt die nicht sichtbaren Teile eines nahezu jeden Bildes durchscheinen.
1961 schuf Paul Magar ein monumentales Altarfresko für die Kirche St. Bernhard im Bonner Stadtteil Auerberg. 1977 fertigte er zusätzlich das Aluminiumrelief Ite missa est. Den dazu verwendeten Werkstoff bezog Magar von den benachbarten Vereinigten Aluminiumwerken (VAW).
Paul Magar wurde auf dem Godesberger Burgfriedhof beigesetzt. Im Jahr 2006 wurde dem Künstler im Bonner Stadtteil Plittersdorf eine Straße gewidmet.

## Ausstellungen (Auswahl Einzelausstellungen)
- 1954: Köln, Funkhaus Wallrafplatz
- 1956: Bonn, Deutscher Presseclub
- 1959: Bonn, Städtische Kunstsammlungen
- 1964: Mülheim an der Ruhr, Städtisches Museum
- 1966: Koblenz, Galerie Haus Metternich
- 1969: Bonn, Städtisches Kunstmuseum
- 1970: Saarbrücken, Schloß Halberg
- 1974: Bonn, Graphik-Kabinett Röhrscheid
- 1980: Bonn, Kelterhaus Muffendorf
- 1981: Bonn, Kleine Altstadtgalerie
- 1984: Bad Godesberg: Haus an der Redoute
- 1988: Bonn, Kirche Sankt Michael
- 1990: Bonn, Galerie Rosenzweig
- 1997: Worpswede, Kunstcentrum Galerie Bernack
- 2003: Euskirchen, Galerie Spectrum
- 2008: Pulheim, Abtei Brauweiler
- 2009: Konz, städtische Galerie des Klosters Karthaus
- 2009: Altenahr, Rathaus
- 2010: Hückeswagen, Stadtarchiv, Magars Zeichnungen von Hückeswagen, die anlässlich eines Stadtjubiläums gezeichnet wurden
- 2019: Bad Godesberg, Haus an der Redoute (Gemälde)
- 2019: Bad Godesberg, Kunstverein Bad Godesberg (Aquarelle)
- 2019: Konz, städtische Galerie des Klosters Karthaus